# Jan Slavíček (malíř)

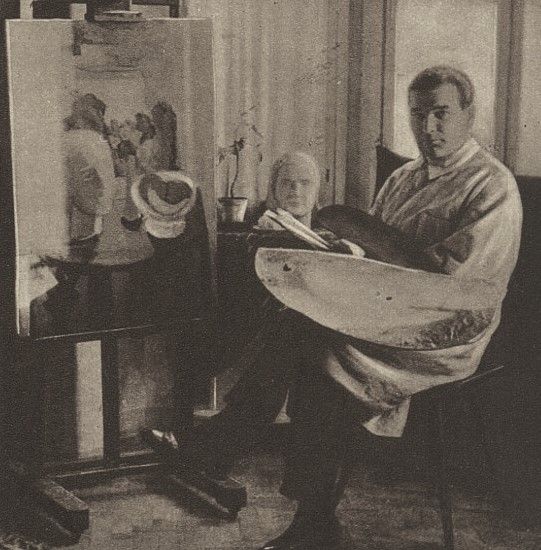
Jan Slavíček v ateliéru, 1933

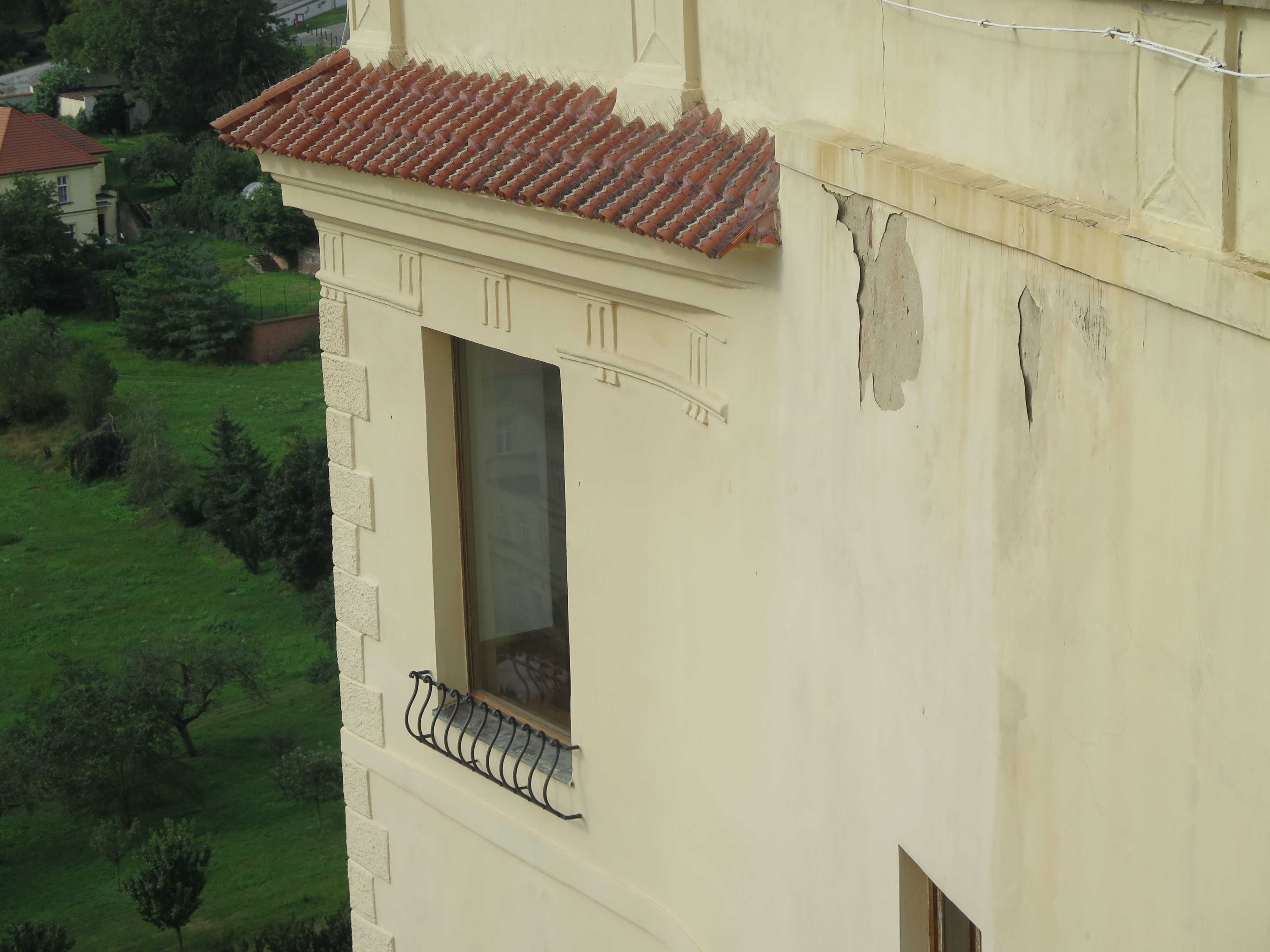
Okno atelieru Jana Slavíčka v Hrzánském paláci v Praze na Hradčanech s výhledem na Prahu (2020)

Jan Slavíček (22. ledna 1900 Praha – 5. dubna 1970 Praha) byl český malíř, syn malíře Antonína Slavíčka (1870–1910), bratr režiséra a střihače Jiřího Slavíčka, pokračovatel malířského rodu Slavíčků a žák krajinářské speciálky prof. Otakara Nejedlého.

## Život
Studoval na Akademii výtvarných umění u prof. Jana Preislera, Vratislava Nehleby, Maxe Švabinského a Otakara Nejedlého (1916–1925).
Od roku 1922 byl členem SVU Mánes. Podnikl řadu studijních cest do Francie (včetně Korsiky), Itálie, Španělska, Anglie, Řecka, SSSR a Jugoslávie.
V letech 1937–1970 bydlel v zadním traktu Hrzánského paláce na Hradčanech, z okna svého ateliéru maloval pohledy na Prahu.

## Ocenění
- 1953 laureát státní ceny Klementa Gottwalda
- 1967 národní umělec

Ve všech námětových oblastech své tvorby – v zátiší, v krajinomalbě i pražských pohledech - vyšel z předčasně (40 let) uzavřeného díla svého otce. V raném období se vyrovnal s podněty francouzského fauvismu, ale brzy si našel vlastní malířský výraz, založený na smyslovém realismu. Krajinářské motivy vybíral s oblibou z Orlických hor, kraje kolem Orlické Rybné kam zajížděl v dětství.

## Známé obrazy
- Zátiší – olej (jablka) 4× provedené (2× Národní galerie v Praze)
- Zatiší na balkoně – olej 1934, Národní galerie
- Plachetnice u moře – olej , soukromá sbírka
- Zimní krajina s kopcem – olej, soukromá sbírka
- Kytice – olej, soukromá sbírka mimo EU
- Z Hradčan v zimě, 1954, olej, Národní galerie